# Vitevattnet
Vitevattnet är en sjö i Ale kommun i Västergötland och ingår i Göta älvs huvudavrinningsområde. Sjön ligger i vildmarksområdet Risveden och avvattnas av Iglabäcken som efter Vanderydsvattnet mynnar i Slumpån.